# Onthophagus coiffaiti
Onthophagus coiffaiti là một loài bọ cánh cứng trong họ Bọ hung (Scarabaeidae).